# 凌雲閣
凌雲閣（Ryōunkaku）是明治時期至大正後期的12層塔狀西式建築，位於東京市浅草區。名稱有「超越雲層」（雲を凌ぐほど高い）的意思。因其12層的原因，有「淺草十二層」（浅草十二階）的稱呼。於關東大地震期間損壞嚴重，其後被拆除。

## 歷史
凌雲閣是由長岡市富豪福原庄七出資興建，由英國建築師巴爾頓設計藍圖，土木工程師伊澤雄司建造。同時，開設凌雲閣株式会社，社長由當時東京市議會議員江崎禮二擔任。
凌雲閣為日本高层建筑物的範例，除了有日本第一台電梯外，亦配有電話。在當時為少數的12層高建築，建築落成後，週邊地區成為了東京市的鬧區。
在落成初期，人客多以西方高層建築為由而光顧，明治後期，熱潮減卻後，人流持續減少。1911年開設「十二層演藝廳」（十二階演芸場）與1914年增加升降機數後，人流才有所增加，但不久後人流再度減少。
凌雲閣一帶存在許多以酒館名義經營的私娼店舖，久而久之就有以「十二層下的女性」（十二階下の女）來隱喻女性性工作者。
1923年9月1日，關東地區發生嚴重地震，令建築物的8層以上建築倒塌。因持續的人流減少而令經營困難，同年9月23日決定將其爆破拆除。遺址其後建成淺草東映電影院。